# Central térmica de Puertollano
La Central Térmica de Puertollano fue una instalación termoeléctrica de ciclo convencional situada junto a la carretera de Mestanza, en el término municipal de Puertollano (Ciudad Real) España. Constaba de un grupo térmico de 221 MW, y era propiedad de la empresa Viesgo.

## Historia
El proyecto de la construcción de una central térmica en la zona se gestó a finales de los años 1960 con el fin de aprovechar la producción carbonífera de la cuenca minera de Puertollano, explotada por la Empresa Nacional Carbonífera del Sur (ENCASUR). La compañía Sevillana de Electricidad fue la empresa que acometió la construcción de una central térmica de ciclo convencional, que concluyó en 1972, año en que se puso en funcionamiento la central. En 1994, Sevillana de Electricidad vendió a Endesa algunos activos, como la central de Puertollano y la de Puente Nuevo, que Endesa transfirió a su filial Viesgo Generación. Viesgo a su vez fue vendida en 2002 a la italiana Enel, que se hizo cargo de la central.
En 2006, Enel manifestó su intención de sustituir la misma por un ciclo combinado. En 2008, la multinacional alemana E.ON adquirió Viesgo a Enel, pasando a hacerse cargo de la central de Puertollano, además de las de Los Barrios y Tarragona, gestionadas desde entonces por su filial E.ON España. 

## Cierre
E.ON anunció en septiembre de 2012 su intención de cerrar la central en octubre de 2013. La plantilla de la misma estaba compuesta por 72 trabajadores. El 19 de abril de 2014 se publicó en el BOE la resolución de 29 de noviembre de 2013 de la Dirección General de Política Energética y Minas autorizando el cierre de la central, aunque la misma llevaba cerrada desde la fecha prevista por E.ON octubre de 2013. Finalmente el 28 de noviembre de 2015, la torre de refrigeración y el conjunto de edificios aledaños fueron demolidos controladamente. En la actualidad no queda ningún vestigio de la ocupación anterior del solar salvo escombros.